# Вайтафон
Вайтафон, Витафон (англ. Vitaphone) — первая массовая система звукового кино, основанная на раздельной записи и воспроизведении звука и изображения. Технология не предусматривала изготовления совмещённой фонограммы на фильмокопии. Вместо этого звуковое сопровождение фильма записывалось на граммофонную пластинку, которая воспроизводилась проигрывателем, синхронизированным с кинопроектором общим приводом. Для грампластинок диаметром 16 дюймов (40,64 сантиметра) впервые использовалась скорость 33 ⅓ оборота в минуту, очень низкая для того времени. Напротив, стандартная частота съёмки и проекции возросла до 24 кадров в секунду против 16 в немом кино. Такая система звукозаписи была использована в ранних звуковых фильмах кинокомпаний «Уорнер Бразерс» и «First National Pictures», снимавшихся с 1926 до 1931 года. Премьера первого фильма, снятого по системе «Вайтафон» — «Дон Жуан» — состоялась 6 августа 1926 года.

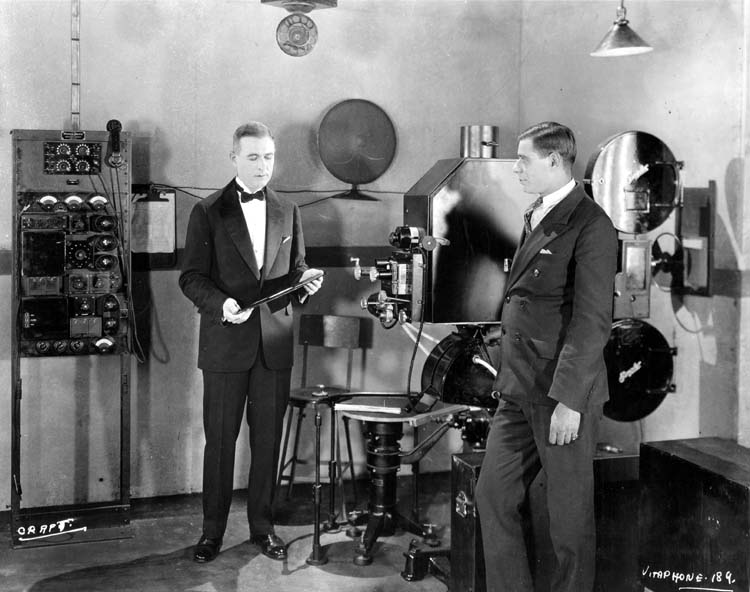
Киноустановка системы «Вайтафон»

Позднее название «Вайтафон» использовалось для мультфильмов и короткометражек с более современной оптической фонограммой на киноплёнке.

## История создания
В начале 1920-х годов компания «Western Electric» занималась разработкой систем звукового кино с общим и раздельным носителями. Разработки опирались на новейшие достижения: первый триод («Аудион»), созданный Ли де Форестом в 1913 году, успехи в развитии громкоговорящих устройств и первый конденсаторный микрофон, созданный компанией в 1916 году. На тот момент уже существовала система звукового кино «Фонофильм Фореста» с оптической фонограммой на общем носителе, продемонстрированная в 1923 году. Однако, чрезвычайно низкое качество её звучания, в сравнении с отличным звуком демонстрационных образцов Western Electric, убедили компанию «Уорнер Бразерс» использовать систему с привычной грампластинкой.
Производственная база «Вайтафона» размещённая в лабораториях Белла в Нью-Йорке, была приобретена кинокомпанией в апреле 1925 года. Публичная презентация состоялась через год одновременно с показом немой картины «Дон Жуан», снабжённой музыкальным сопровождением и звуковыми эффектами. Кинопоказ предварялся короткими эпизодами с синхронной фонограммой оперного пения и единственным речевым фрагментом, на котором было записано приветствие президента Ассоциации продюсеров и прокатчиков США Вильяма Хейза. «Дон Жуан» так и не смог окупить расходы на разработку системы «Вайтафон». Успех пришёл 6 октября 1927 года, с выходом картины «Певец джаза», принёсшей внушительные доходы и поставившей «Уорнер Бразерс» в ряд основных игроков американского кинорынка. В истории кинематографа этот фильм считается первым звуковым, несмотря на то, что отдельные картины со звуковым сопровождением по другим технологиям выходили и раньше. Кроме музыкального сопровождения, первой и практически единственной произнесённой фразой в картине стала реплика главного героя — «Подождите, подождите! Вы ещё ничего не слышали!» — ставшая впоследствии символом наступления эры звукового кино. По мнению многих историков, картина стала первым художественным произведением, убедительно показавшим, что звуковое кино возможно, а более чем тридцатилетний период «великого немого» близится к завершению. Полноценная речевая фонограмма появилась лишь в следующем фильме, снятом по системе «Вайтафон» — «Поющий дуралей» (англ. The Singing Fool).

## Описание

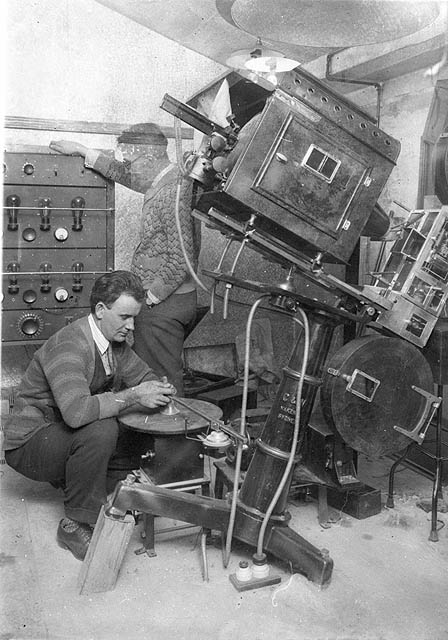
Техники настраивают кинопроектор и электрофон в аппаратной

В первые годы звукового кино синхронизация киносъёмочного и звукозаписывающего аппаратов осуществлялась при помощи общего источника переменного тока для синхронных электродвигателей приводов. Система «Вайтафон» использовала такой же принцип синхронной съёмки. Несмотря на отличие частоты вращения и диаметра грампластинок от использующихся для обычной звукозаписи, устройство рекордера не отличалось от традиционного. Спиральная звуковая дорожка, идущая от центра к краю воскового диска, записывалась электромеханической головкой с иглой. Продолжительность непрерывной записи на 16-дюймовый диск «Вайтафон» составляла примерно 11 минут, чего было достаточно для стандартной части 35-мм фильма длиной 300 метров. Кинотеатры, работавшие по системе «Вайтофон», оснащались обычными немыми кинопроекторами, привод которых соединялся общим валом с проигрывателем. Дополнительное звуковое оборудование состояло из усилителя, регулятора уровня громкости и громкоговорителей. Перед запуском проектора киномеханик совмещал метку на ракорде киноплёнки с кадровым окном и устанавливал иглу звукоснимателя точно напротив стрелки, нанесённой на этикетке грампластинки. Таким образом достигалась синхронизация.
Система отличалась от всех предшествующих граммофонных (например, «Gaumont Chronophone» 1910 года) несколькими принципиальными усовершенствованиями. Длительность записи обычных грампластинок, не превышавшая 2—3 минут, была увеличена за счёт снижения частоты вращения и увеличения диаметра диска. Кроме того, впервые использовалась такая новинка, как электрофон, воспроизводящий звук через электронный усилитель и динамики достаточно громко для большой аудитории. Точность синхронизации, достигнутая разработчиками системы, была несравнима со всеми предшествующими технологиями на раздельных носителях. Качество и громкость звука, записанного и воспроизводимого электромеханическим способом, так же были на порядок выше традиционных механических систем с рупорным усилением, а частотный диапазон конденсаторного микрофона был достаточен для получения отличной разборчивости речи.

## Недостатки
По системе «Вайтафон» было снято около 1000 короткометражных фильмов, длина которых была ограничена одной частью. Производство полнометражных фильмов, состоявших из нескольких частей, было затруднено, поскольку при каждой смене поста кинопроекции требовалась повторная синхронизация. Нарушение синхронности звука было неизбежно также в случае обрыва фильмокопии и её последующей склейки. Даже при отсутствии этих проблем синхронизация не была идеальной, поэтому киноустановки снабжались регулятором, позволявшим киномеханику в некоторых пределах менять частоту проекции и восстанавливать совпадение звука. Распространение звуковых фильмов было осложнено, так как требовало дополнительной инфраструктуры для доставки грампластинок, хранящихся отдельно от фильмокопий. Срок службы шеллачных дисков со звуком не превышал 20 сеансов, после которых требовалась их замена. Для контроля количества проигрываний на этикетке каждой пластинки печаталась специальная таблица, заполнявшаяся персоналом кинотеатра.
Ещё одно неудобство системы заключалось в невозможности монтажа фонограммы, записанной на диске. Это сильно ограничивало творческие возможности режиссёров, вынужденных снимать длинные звуковые сцены целиком. Поэтому, с появлением конкурентоспособных систем с оптической фонограммой на общей с изображением киноплёнке от системы «Вайтофон» отказались все кинопродюсеры. Отдельный носитель звука снова появился в кино лишь в 1952 году в панорамной кинематографической системе «Синерама», предусматривающей синхронизацию отдельной 35-мм перфорированной магнитной ленты с киноплёнкой при помощи зубчатых барабанов и синхронных электродвигателей приводов. Такая же технология использовалась в ранних версиях формата IMAX. В настоящее время часть кинокартин снабжается фонограммой DTS на отдельном компакт-диске, синхронизированном при помощи адресно-временного кода, нанесённого на киноплёнку.